# Сакоткам
Сакоткам, сакоткхам ( тай.  สะกดคำ) — система правил чтения по буквам и транскрипции в тайском и лаосском языке. Аналогичная система правил применяется в кхмерском языке и называется пракоп  (кхм. ប្រកប). Сакоткам применяется в начальной школе или при обучении иностранцев.

## Произношение
Буквы и большинство диакритических знаков, в отличие от аналогичной бирманской системы салоупау, произносятся без книжных названий, например: 
- กุ — «Ко-У-Ку»,
- กื — «Ко-Ы-Кы»,
- เรือ — «Ро-Ыа-Рыа».

Книжные названия знаков употребляются только для маймалая, карана и знаков тона.

## Транскрипция
При транскрипции более редкие буквы заменяются на часто встречающиеся и слово разбивается на слоги, например: 
- ธรรมะ (ทัม-มะ) — Дхамма (тхамма), читается: «Тхо-А-Мо=Тхам, Мо-А=Ма, Тхамма»

а в остальном сакоткам отражает правила произношения, принятые в тайском языке.